# فرودگاه پاول ریور
 فرودگاه پاول ریور (به انگلیسی: Powell River Airport) یک فرودگاه همگانی با کد یاتا YPW است که یک باند فرود آسفالت دارد و طول باند آن ۱۱۰۴ متر است. این فرودگاه در کشور کانادا قرار دارد و در ارتفاع ۱۳۰ متری از سطح دریا واقع شده است.

## شرکت‌های هواپیمایی و مقصدهای پروازی
| شرکت‌های هواپیمایی        | مقصدهای پروازی |
| ------------------------ | -------------- |
| KD Air                   | کوالیکوم بیچ   |
| Pacific Coastal Airlines | ونکوور         |